# Atenção compartilhada

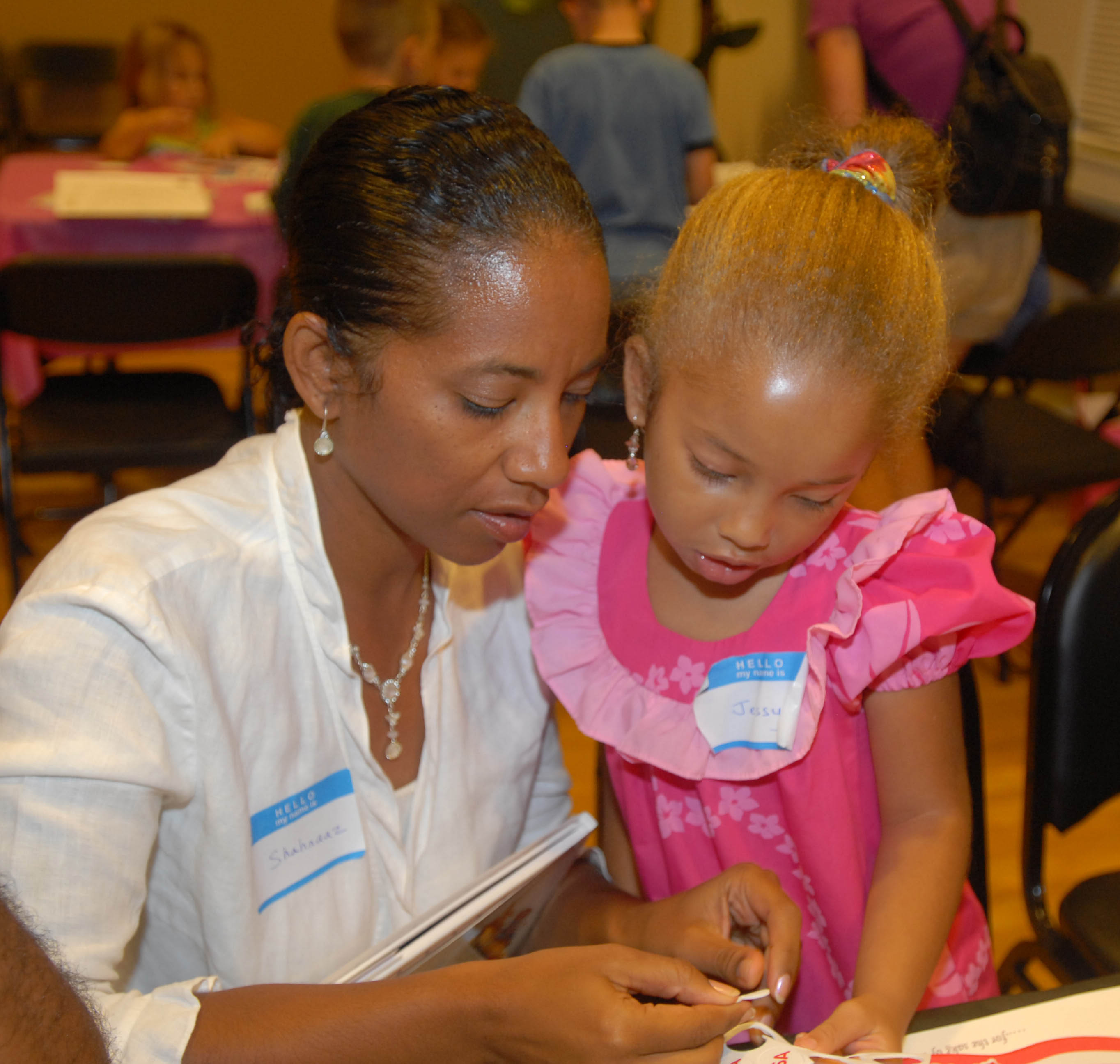
Shahnaaz Mason e sua filha concentradas em um projeto no evento de Tell Me a Story

Atenção compartilhada é o foco de duas pessoas num mesmo objeto. Ela é alcançada quando um indivíduo alerta outro a respeito de um objeto através do olhar, do apontamento ou outra indicação verbal, ou não verbal. Um indivíduo olha para outro indivíduo, aponta para um objeto e depois volta a olhar para o indivíduo.
Scaife e Bruner, em 1975, foram os primeiros pesquisadores a apresentar uma descrição da habilidade das crianças de seguir o olhar, eles descobriram que a maioria das crianças entre 8 e 10 meses seguiam a linha do olhar e que todas as crianças entre 11 e 14 meses faziam isso. Esta pesquisa mostrou ser possível um adulto trazer a atenção de uma criança para certos objetos do ambiente utilizando somente o seu olhar.
Pesquisas posteriores demonstraram que duas habilidades importantes na atenção compartilhada são seguir o olhar e reconhecer intenção. A habilidade de compartilhar o olhar com outro indivíduo é uma importante habilidade no estabelecimento de referência. A habilidade de identificar intenção é importante na capacidade da criança aprender uma linguagem e dirigir a atenção dos outros. A atenção compartilhada é importante para diversos aspectos do desenvolvimento da linguagem, incluindo compreensão, produção e aprendizagem de palavras. Episódios de atenção compartilhada fornecem informação à criança sobre o seu ambiente, permitindo aos indivíduos estabelecer referência para a língua falada e as palavras aprendidas. O desenvolvimento sócio-emocional e a habilidade de participar num relacionamento normal também são influenciados pela habilidade de compartilhar a atenção. A capacidade de desenvolver a atenção compartilhada pode ser prejudicada por problemas de surdez, cegueira e problemas no desenvolvimento tais como autismo. Animais tais como os grandes primatas, orangotangos, chimpazés, cachorros e cavalos também apresentam alguns elementos da atenção compartilhada.